# Лауреати Державної премії України в галузі науки і техніки (2011)
Державна премія України в галузі науки і техніки — лауреати 2011 року.
На підставі подання Комітету з Державних премій України в галузі науки і техніки Президент України В. Ф. Янукович видав Указ № 329/2012 від 18 травня 2012 року «Про присудження Державних премій України в галузі науки і техніки 2011 року».
На 2011 рік розмір Державної премії України в галузі науки і техніки склав 200 000 гривень кожна.

## Лауреати Державної премії України в галузі науки і техніки 2011 року
| Премійована робота | Лауреати                                  | Коротко про лауреата |
| --- | ----------------------------------------- | --- |
| за цикл наукових праць «Конструктивна теорія моделювання, аналізу та оптимізації систем з неповними даними та її застосування» | Закусило Олег Каленикович                 | доктор фізико-математичних наук, перший проректор Київського національного університету імені Тараса Шевченка                                                               |
| за цикл наукових праць «Конструктивна теорія моделювання, аналізу та оптимізації систем з неповними даними та її застосування» | Гаращенко Федір Георгійович               | доктор технічних наук, завідувач кафедри Київського національного університету імені Тараса Шевченка                                                                        |
| за цикл наукових праць «Конструктивна теорія моделювання, аналізу та оптимізації систем з неповними даними та її застосування» | Наконечний Олександр Григорович           | доктор фізико-математичних наук, завідувач кафедри Київського національного університету імені Тараса Шевченка                                                              |
| за цикл наукових праць «Конструктивна теорія моделювання, аналізу та оптимізації систем з неповними даними та її застосування» | Черняк Олександр Іванович                 | доктор економічних наук, завідувач кафедри Київського національного університету імені Тараса Шевченка                                                                      |
| за цикл наукових праць «Конструктивна теорія моделювання, аналізу та оптимізації систем з неповними даними та її застосування» | Стоян Володимир Антонович                 | доктор фізико-математичних наук, професор Київського національного університету імені Тараса Шевченка                                                                       |
| за цикл наукових праць «Конструктивна теорія моделювання, аналізу та оптимізації систем з неповними даними та її застосування» | Хіміч Олександр Миколайович               | доктор фізико-математичних наук, завідувач відділу Інституту кібернетики імені В. М. Глушкова НАН України                                                                   |
| за цикл наукових праць «Конструктивна теорія моделювання, аналізу та оптимізації систем з неповними даними та її застосування» | Кириченко Микола Федорович (посмертно)    | доктор фізико-математичних наук |
| за цикл наукових праць «Конструктивна теорія моделювання, аналізу та оптимізації систем з неповними даними та її застосування» | Коба Олена Вікторівна                     | доктор фізико-математичних наук, провідний науковий співробітник Інституту кібернетики імені В. М. Глушкова НАН України                                                     |
| за цикл наукових праць «Конструктивна теорія моделювання, аналізу та оптимізації систем з неповними даними та її застосування» | Зайченко Юрій Петрович                    | доктор технічних наук, декан Інституту прикладного системного аналізу Національного технічного університету України «Київський політехнічний інститут»                      |
| за цикл наукових праць «Конструктивна теорія моделювання, аналізу та оптимізації систем з неповними даними та її застосування» | Качинський Анатолій Броніславович         | доктор технічних наук, радник директора Національного інституту стратегічних досліджень                                                                                     |
| за роботу «Система використання біоресурсів у новітніх біотехнологіях отримання альтернативних палив» | Блюм Ярослав Борисович                    | академік Національної академії наук України, директор Інституту харчової біотехнології та геноміки НАН України                                                              |
| за роботу «Система використання біоресурсів у новітніх біотехнологіях отримання альтернативних палив» | Сибірний Андрій Андрійович                | академік Національної академії наук України, директор Інституту біології клітини НАН України                                                                                |
| за роботу «Система використання біоресурсів у новітніх біотехнологіях отримання альтернативних палив» | Григорюк Іван Панасович                   | член-кореспондент Національної академії наук України, професор Національного університету біоресурсів і природокористування України                                         |
| за роботу «Система використання біоресурсів у новітніх біотехнологіях отримання альтернативних палив» | Циганков Сергій Петрович                  | доктор технічних наук, заступник директора Інституту харчової біотехнології та геноміки НАН України                                                                         |
| за роботу «Система використання біоресурсів у новітніх біотехнологіях отримання альтернативних палив» | Ємець Алла Іванівна                       | доктор біологічних наук, завідувач лабораторії Інституту харчової біотехнології та геноміки НАН України                                                                     |
| за роботу «Система використання біоресурсів у новітніх біотехнологіях отримання альтернативних палив» | Дмитрук Костянтин Васильович              | кандидат біологічних наук, старший науковий співробітник Інституту біології клітини НАН України                                                                             |
| за роботу «Система використання біоресурсів у новітніх біотехнологіях отримання альтернативних палив» | Рахметов Джамал Бахлул огли               | доктор сільськогосподарських наук, завідувач відділу Національного ботанічного саду імені М. М. Гришка НАН України                                                          |
| за роботу «Система використання біоресурсів у новітніх біотехнологіях отримання альтернативних палив» | Дубровін Валерій Олександрович            | доктор технічних наук, проректор Національного університету біоресурсів і природокористування України                                                                       |
| за роботу «Система використання біоресурсів у новітніх біотехнологіях отримання альтернативних палив» | Мироненко Валентин Григорович             | доктор технічних наук, завідувач кафедри Національного університету біоресурсів і природокористування України                                                               |
| за роботу «Система використання біоресурсів у новітніх біотехнологіях отримання альтернативних палив» | Калетнік Григорій Миколайович             | доктор економічних наук, народний депутат України, голова Комітету Верховної Ради України з питань аграрної політики та земельних відносин                                  |
| за роботу «Інноваційні технології виробництва харчової продукції нового покоління масового споживання» | Михайлов Валерій Михайлович               | доктор технічних наук, проректор Харківського державного університету харчування та торгівлі                                                                                |
| за роботу «Інноваційні технології виробництва харчової продукції нового покоління масового споживання» | Гринченко Ольга Олексіївна                | доктор технічних наук, завідувач кафедри Харківського державного університету харчування та торгівлі                                                                        |
| за роботу «Інноваційні технології виробництва харчової продукції нового покоління масового споживання» | Пивоваров Павло Петрович                  | доктор технічних наук, професор Харківського державного університету харчування та торгівлі                                                                                 |
| за роботу «Інноваційні технології виробництва харчової продукції нового покоління масового споживання» | Пивоваров Євген Павлович                  | кандидат технічних наук, доцент Харківського державного університету харчування та торгівлі                                                                                 |
| за роботу «Інноваційні технології виробництва харчової продукції нового покоління масового споживання» | Янчева Марина Олександрівна               | кандидат технічних наук, завідувач кафедри Харківського державного університету харчування та торгівлі                                                                      |
| за роботу «Інноваційні технології виробництва харчової продукції нового покоління масового споживання» | Іванов Сергій Віталійович                 | доктор хімічних наук, ректор Національного університету харчових технологій                                                                                                 |
| за роботу «Інноваційні технології виробництва харчової продукції нового покоління масового споживання» | Коваленко Алла Арестівна                  | генеральний директор публічного акціонерного товариства «Харківська бісквітна фабрика»                                                                                      |
| за роботу «Інноваційні технології виробництва харчової продукції нового покоління масового споживання» | Зайцев Василь Васильович                  | президент товариства з обмеженою відповідальністю «Група — Тайфун» |
| за роботу «Інноваційні технології виробництва харчової продукції нового покоління масового споживання» | Абсалямов Юрій Галімович                  | головний інженер товариства з обмеженою відповідальністю «Група — Тайфун»                                                                                                   |
| за роботу «Інноваційні технології виробництва харчової продукції нового покоління масового споживання» | Зайцев Андрій Васильович                  | директор товариства з обмеженою відповідальністю «Тайфун — 2000» |
| за створення універсальних транспортних суден та засобів океанотехніки | Крівцун Ігор Віталійович                  | академік Національної академії наук України, заступник директора Інституту електрозварювання імені Є. О. Патона НАН України                                                 |
| за створення універсальних транспортних суден та засобів океанотехніки | Рижков Сергій Сергійович                  | доктор технічних наук, ректор Національного університету кораблебудування імені адмірала Макарова                                                                           |
| за створення універсальних транспортних суден та засобів океанотехніки | Блінцов Володимир Степанович              | доктор технічних наук, проректор Національного університету кораблебудування імені адмірала Макарова                                                                        |
| за створення універсальних транспортних суден та засобів океанотехніки | Квасницький В'ячеслав Федорович           | доктор технічних наук, завідувач кафедри Національного університету кораблебудування імені адмірала Макарова                                                                |
| за створення універсальних транспортних суден та засобів океанотехніки | Кошкін Костянтин Вікторович               | доктор технічних наук, завідувач кафедри Національного університету кораблебудування імені адмірала Макарова                                                                |
| за створення універсальних транспортних суден та засобів океанотехніки | Нєкрасов Валерій Олександрович            | доктор технічних наук, завідувач кафедри Національного університету кораблебудування імені адмірала Макарова                                                                |
| за створення універсальних транспортних суден та засобів океанотехніки | Севрюков Володимир Васильович             | кандидат технічних наук, директор департаменту Міністерства інфраструктури України                                                                                          |
| за створення універсальних транспортних суден та засобів океанотехніки | Єгоров Геннадій Вячеславович              | доктор технічних наук, генеральний директор товариства з обмеженою відповідальністю «Морське інженерне бюро»                                                                |
| за створення універсальних транспортних суден та засобів океанотехніки | Жуков Юрій Даниїлович                     | доктор технічних наук, завідувач кафедри Національного університету кораблебудування імені адмірала Макарова                                                                |
| за створення універсальних транспортних суден та засобів океанотехніки | Солоніченко Юрій Володимирович            | помічник президента публічного акціонерного товариства «Миколаївський суднобудівний завод „Океан“»                                                                          |
| за роботу «Сучасні технології комплексної розробки вугільних родовищ України в гірничо-геологічних умовах відпрацювання тонких та надтонких пластів» | Кузьменко Олександр Михайлович            | доктор технічних наук, професор Національного гірничого університету |
| за роботу «Сучасні технології комплексної розробки вугільних родовищ України в гірничо-геологічних умовах відпрацювання тонких та надтонких пластів» | Ковалевська Ірина Анатоліївна             | доктор технічних наук, професор Національного гірничого університету |
| за роботу «Сучасні технології комплексної розробки вугільних родовищ України в гірничо-геологічних умовах відпрацювання тонких та надтонких пластів» | Мартовицький Артур Володимирович          | кандидат технічних наук, генеральний директор публічного акціонерного товариства «ДТЕК Павлоградвугілля»                                                                    |
| за роботу «Сучасні технології комплексної розробки вугільних родовищ України в гірничо-геологічних умовах відпрацювання тонких та надтонких пластів» | Вівчаренко Олександр Васильович           | директор департаменту Міністерства енергетики та вугільної промисловості України                                                                                            |
| за роботу «Сучасні технології комплексної розробки вугільних родовищ України в гірничо-геологічних умовах відпрацювання тонких та надтонких пластів» | Копилов Олександр Пилипович               | директор з виробництва публічного акціонерного товариства «ДТЕК Павлоградвугілля»                                                                                           |
| за роботу «Сучасні технології комплексної розробки вугільних родовищ України в гірничо-геологічних умовах відпрацювання тонких та надтонких пластів» | Чередніченко Юрій Якович                  | керівник департаменту публічного акціонерного товариства «ДТЕК» |
| за роботу «Сучасні технології комплексної розробки вугільних родовищ України в гірничо-геологічних умовах відпрацювання тонких та надтонких пластів» | Демченко Анатолій Петрович                | директор виробничого структурного підрозділу «Шахта „Павлоградська“» публічного акціонерного товариства «ДТЕК Павлоградвугілля»                                             |
| за роботу «Сучасні технології комплексної розробки вугільних родовищ України в гірничо-геологічних умовах відпрацювання тонких та надтонких пластів» | Черватюк Віктор Григорович                | кандидат технічних наук, директор виробничого структурного підрозділу «Шахта „Самарська“» публічного акціонерного товариства «ДТЕК Павлоградвугілля»                        |
| за роботу «Сучасні технології комплексної розробки вугільних родовищ України в гірничо-геологічних умовах відпрацювання тонких та надтонких пластів» | В'лий Костянтин Іванович                  | генеральний директор публічного акціонерного товариства «ДТЕК Шахта Комсомолець Донбасу»                                                                                    |
| за роботу «Сучасні технології комплексної розробки вугільних родовищ України в гірничо-геологічних умовах відпрацювання тонких та надтонких пластів» | Гречушкін Валерій Вікторович              | заступник генерального директора публічного акціонерного товариства «ДТЕК Шахта Комсомолець Донбасу»                                                                        |
| за роботу «Високоефективні технології та комплексні конструкції в промисловому і цивільному будівництві» | Онищенко Володимир Олександрович          | доктор економічних наук, ректор Полтавського національного технічного університету імені Юрія Кондратюка                                                                    |
| за роботу «Високоефективні технології та комплексні конструкції в промисловому і цивільному будівництві» | Пічугін Сергій Федорович                  | доктор технічних наук, завідувач кафедри Полтавського національного технічного університету імені Юрія Кондратюка                                                           |
| за роботу «Високоефективні технології та комплексні конструкції в промисловому і цивільному будівництві» | Семко Олександр Володимирович             | доктор технічних наук, завідувач кафедри Полтавського національного технічного університету імені Юрія Кондратюка                                                           |
| за роботу «Високоефективні технології та комплексні конструкції в промисловому і цивільному будівництві» | Стороженко Леонід Іванович                | доктор технічних наук, професор Полтавського національного технічного університету імені Юрія Кондратюка                                                                    |
| за роботу «Високоефективні технології та комплексні конструкції в промисловому і цивільному будівництві» | Ємельянова Інга Анатоліївна               | доктор технічних наук, професор Харківського державного технічного університету будівництва та архітектури                                                                  |
| за роботу «Високоефективні технології та комплексні конструкції в промисловому і цивільному будівництві» | Онищенко Олександр Григорович (посмертно) | доктор технічних наук |
| за цикл наукових праць «Правова система України: історія, стан та перспективи» у п'яти томах. — X.: Право, 2008 | Петришин Олександр Віталійович            | доктор юридичних наук, перший віце-президент Національної академії правових наук України                                                                                    |
| за цикл наукових праць «Правова система України: історія, стан та перспективи» у п'яти томах. — X.: Право, 2008 | Битяк Юрій Прокопович                     | доктор юридичних наук, перший проректор Національного університету «Юридична академія України імені Ярослава Мудрого»                                                       |
| за цикл наукових праць «Правова система України: історія, стан та перспективи» у п'яти томах. — X.: Право, 2008 | Гетьман Анатолій Павлович                 | доктор юридичних наук, проректор Національного університету «Юридична академія України імені Ярослава Мудрого»                                                              |
| за цикл наукових праць «Правова система України: історія, стан та перспективи» у п'яти томах. — X.: Право, 2008 | Комаров Вячеслав Васильович               | кандидат юридичних наук, проректор Національного університету «Юридична академія України імені Ярослава Мудрого»                                                            |
| за цикл наукових праць «Правова система України: історія, стан та перспективи» у п'яти томах. — X.: Право, 2008 | Голіна Володимир Васильович               | доктор юридичних наук, завідувач кафедри Національного університету «Юридична академія України імені Ярослава Мудрого»                                                      |
| за цикл наукових праць «Правова система України: історія, стан та перспективи» у п'яти томах. — X.: Право, 2008 | Грошевой Юрій Михайлович                  | доктор юридичних наук, професор Національного університету «Юридична академія України імені Ярослава Мудрого»                                                               |
| за цикл наукових праць «Правова система України: історія, стан та перспективи» у п'яти томах. — X.: Право, 2008 | Воронова Лідія Костянтинівна              | доктор юридичних наук, професор Київського національного університету імені Тараса Шевченка                                                                                 |
| за цикл наукових праць «Правова система України: історія, стан та перспективи» у п'яти томах. — X.: Право, 2008 | Кузнєцова Наталія Семенівна               | доктор юридичних наук, професор Київського національного університету імені Тараса Шевченка                                                                                 |
| за цикл наукових праць «Правова система України: історія, стан та перспективи» у п'яти томах. — X.: Право, 2008 | Оніщенко Наталія Миколаївна               | доктор юридичних наук, завідувач відділу Інституту держави і права імені В. М. Корецького НАН України                                                                       |
| за цикл наукових праць «Правова система України: історія, стан та перспективи» у п'яти томах. — X.: Право, 2008 | Погрібний Олексій Олексійович (посмертно) | доктор юридичних наук |
| за роботу «Багатокомпонентні системи для створення нових матеріалів: структура, термодинаміка, фазові рівноваги» | Туркевич Володимир Зіновійович            | член-кореспондент Національної академії наук України, заступник директора Інституту надтвердих матеріалів імені В. М. Бакуля НАН України                                    |
| за роботу «Багатокомпонентні системи для створення нових матеріалів: структура, термодинаміка, фазові рівноваги» | Петруша Ігор Андрійович                   | доктор технічних наук, провідний науковий співробітник Інституту надтвердих матеріалів імені В. М. Бакуля НАН України                                                       |
| за роботу «Багатокомпонентні системи для створення нових матеріалів: структура, термодинаміка, фазові рівноваги» | Буланова Марина Вадимівна                 | доктор хімічних наук, провідний науковий співробітник Інституту проблем матеріалознавства імені І. М. Францевича НАН України                                                |
| за роботу «Багатокомпонентні системи для створення нових матеріалів: структура, термодинаміка, фазові рівноваги» | Судавцова Валентина Савелівна             | доктор хімічних наук, провідний науковий співробітник Інституту проблем матеріалознавства імені І. М. Францевича НАН України                                                |
| за роботу «Багатокомпонентні системи для створення нових матеріалів: структура, термодинаміка, фазові рівноваги» | Іванченко Володимир Григорович            | доктор технічних наук, завідувач відділу Інституту металофізики імені Г. В. Курдюмова НАН України                                                                           |
| за роботу «Багатокомпонентні системи для створення нових матеріалів: структура, термодинаміка, фазові рівноваги» | Носенко Віктор Костянтинович              | доктор фізико-математичних наук, завідувач відділу Інституту металофізики імені Г. В. Курдюмова НАН України                                                                 |
| за роботу «Багатокомпонентні системи для створення нових матеріалів: структура, термодинаміка, фазові рівноваги» | Казіміров Володимир Петрович              | доктор хімічних наук, професор Київського національного університету імені Тараса Шевченка                                                                                  |
| за роботу «Багатокомпонентні системи для створення нових матеріалів: структура, термодинаміка, фазові рівноваги» | Сокольський Володимир Емануїлович         | доктор хімічних наук, старший науковий співробітник Київського національного університету імені Тараса Шевченка                                                             |
| за роботу «Багатокомпонентні системи для створення нових матеріалів: структура, термодинаміка, фазові рівноваги» | Роїк Олександр Сергійович                 | кандидат хімічних наук, доцент Київського національного університету імені Тараса Шевченка                                                                                  |
| за роботу «Багатокомпонентні системи для створення нових матеріалів: структура, термодинаміка, фазові рівноваги» | Турчанін Михайло Анатолійович             | доктор хімічних наук, професор Донбаської державної машинобудівної академії                                                                                                 |
| за роботу «Створення нових типів та модернізація діючих турбогенераторів для теплових електричних станцій» | Антонов Олександр Євгенович               | доктор технічних наук, заступник директора Інституту електродинаміки НАН України                                                                                            |
| за роботу «Створення нових типів та модернізація діючих турбогенераторів для теплових електричних станцій» | Чередник Віталій Іванович                 | радник директора товариства з обмеженою відповідальністю «Променергоресурс»                                                                                                 |
| за роботу «Створення нових типів та модернізація діючих турбогенераторів для теплових електричних станцій» | Кобзарь Костянтин Олександрович           | заступник головного конструктора державного підприємства завод «Електроважмаш»                                                                                              |
| за роботу «Створення нових типів та модернізація діючих турбогенераторів для теплових електричних станцій» | Хаймович Лев Львович                      | заступник завідувача відділу державного підприємства завод «Електроважмаш»                                                                                                  |
| за роботу «Створення нових типів та модернізація діючих турбогенераторів для теплових електричних станцій» | Бичик Віктор Миколайович                  | заступник директора дирекції великих проектів публічного акціонерного товариства «ДТЕК»                                                                                     |
| за роботу «Створення нових типів та модернізація діючих турбогенераторів для теплових електричних станцій» | Боричевський Анатолій Михайлович          | головний інженер структурної одиниці «Курахівська ТЕС» товариства з обмеженою відповідальністю «Східенерго»                                                                 |
| за роботу «Створення нових типів та модернізація діючих турбогенераторів для теплових електричних станцій» | Лівшиц Олександр Лазаревич                | кандидат технічних наук, президент приватного акціонерного товариства «Міжрегіональна електроенергетична асоціація „Елта“»                                                  |
| за роботу «Створення нових типів та модернізація діючих турбогенераторів для теплових електричних станцій» | Ракогон Володимир Григорович              | головний інженер приватного акціонерного товариства «Міжрегіональна електроенергетична асоціація „Елта“»                                                                    |
| за роботу «Створення нових типів та модернізація діючих турбогенераторів для теплових електричних станцій» | Роговий Іван Харитонович                  | директор з питань модернізації приватного акціонерного товариства «Міжрегіональна електроенергетична асоціація „Елта“»                                                      |
| за роботу «Створення нових типів та модернізація діючих турбогенераторів для теплових електричних станцій» | Зозулін Юрій Васильович (посмертно)       | доктор технічних наук |
| за роботу «Допоміжні репродуктивні технології лікування безпліддя» | Вдовиченко Юрій Петрович                  | доктор медичних наук, перший проректор Національної медичної академії післядипломної освіти імені П. Л. Шупика                                                              |
| за роботу «Допоміжні репродуктивні технології лікування безпліддя» | Жук Світлана Іванівна                     | доктор медичних наук, завідувач кафедри Національної медичної академії післядипломної освіти імені П. Л. Шупика                                                             |
| за роботу «Допоміжні репродуктивні технології лікування безпліддя» | Судома Ірина Олександрівна                | доктор медичних наук, професор Національної медичної академії післядипломної освіти імені П. Л. Шупика                                                                      |
| за роботу «Допоміжні репродуктивні технології лікування безпліддя» | Дахно Федор Власович                      | кандидат медичних наук, професор Національної медичної академії післядипломної освіти імені П. Л. Шупика, директор Інституту репродуктивної медицини                        |
| за роботу «Допоміжні репродуктивні технології лікування безпліддя» | Камінський В'ячеслав Володимирович        | доктор медичних наук, директор Київського міського центру репродуктивної та перинатальної медицини                                                                          |
| за роботу «Допоміжні репродуктивні технології лікування безпліддя» | Юзько Олександр Михайлович                | доктор медичних наук, проректор Буковинського державного медичного університету                                                                                             |
| за роботу «Допоміжні репродуктивні технології лікування безпліддя» | Паращук Юрій Степанович                   | доктор медичних наук, завідувач кафедри Харківського національного медичного університету                                                                                   |
| за роботу «Допоміжні репродуктивні технології лікування безпліддя» | Татарчук Тетяна Феофанівна                | доктор медичних наук, заступник директора Інституту педіатрії, акушерства і гінекології Національної академії медичних наук України                                         |
| за роботу «Допоміжні репродуктивні технології лікування безпліддя» | Зукін Валерій Дмитрійович                 | кандидат медичних наук, директор клініки репродуктивної медицини «Надія» |
| за роботу «Допоміжні репродуктивні технології лікування безпліддя» | Бахтеєва Тетяна Дмитрівна                 | доктор медичних наук, народний депутат України, Голова Комітету Верховної Ради України з питань охорони здоров'я                                                            |
| за розробку та впровадження ресурсозберігаючих технологій у виробництві спеціальних сталей | Міщенко Валерій Григорович                | доктор технічних наук, завідувач кафедри Запорізького національного університету                                                                                            |
| за розробку та впровадження ресурсозберігаючих технологій у виробництві спеціальних сталей | Григор'єв Станіслав Михайлович            | доктор технічних наук, завідувач кафедри Запорізького національного університету                                                                                            |
| за розробку та впровадження ресурсозберігаючих технологій у виробництві спеціальних сталей | Ревун Михайло Павлович                    | доктор технічних наук, професор Запорізької державної інженерної академії                                                                                                   |
| за розробку та впровадження ресурсозберігаючих технологій у виробництві спеціальних сталей | Костяков Володимир Миколайович            | доктор технічних наук, головний науковий співробітник Фізико-технологічного інституту металів та сплавів НАН України                                                        |
| за розробку та впровадження ресурсозберігаючих технологій у виробництві спеціальних сталей | Галініч Володимир Іларіонович             | кандидат технічних наук, керівник відділу Інституту електрозварювання імені Є. О. Патона НАН України                                                                        |
| за розробку та впровадження ресурсозберігаючих технологій у виробництві спеціальних сталей | Панченко Олександр Іванович               | технічний директор публічного акціонерного товариства «Електрометалургійний завод „Дніпроспецсталь“ імені О. М. Кузьміна»                                                   |
| за розробку та впровадження ресурсозберігаючих технологій у виробництві спеціальних сталей | Лютий Олександр Павлович                  | кандидат технічних наук, заступник технічного директора публічного акціонерного товариства «Електрометалургійний завод „Дніпроспецсталь“ імені О. М. Кузьміна»              |
| за розробку та впровадження ресурсозберігаючих технологій у виробництві спеціальних сталей | Олійников Володимир Іванович              | керівник відділу державного підприємства «Запорізьке машинобудівне конструкторське бюро „Прогрес“ імені академіка А. Г. Івченка»                                            |
| за цикл наукових праць «Теорія і методи розрахунку напруженого стану та міцності твердих деформівних тіл з концентраторами напружень» | Кушнір Роман Михайлович                   | член-кореспондент Національної академії наук України, директор Інституту прикладних проблем механіки і математики імені Я. С. Підстригача НАН України                       |
| за цикл наукових праць «Теорія і методи розрахунку напруженого стану та міцності твердих деформівних тіл з концентраторами напружень» | Кіт Григорій Семенович                    | член-кореспондент Національної академії наук України, головний науковий співробітник Інституту прикладних проблем механіки і математики імені Я. С. Підстригача НАН України |
| за цикл наукових праць «Теорія і методи розрахунку напруженого стану та міцності твердих деформівних тіл з концентраторами напружень» | Дмитрах Ігор Миколайович                  | член-кореспондент Національної академії наук України, завідувач відділу Фізико-механічного інституту імені Г. В. Карпенка НАН України                                       |
| за цикл наукових праць «Теорія і методи розрахунку напруженого стану та міцності твердих деформівних тіл з концентраторами напружень» | Михаськів Віктор Володимирович            | доктор фізико-математичних наук, завідувач відділу Інституту прикладних проблем механіки і математики імені Я. С. Підстригача НАН України                                   |
| за цикл наукових праць «Теорія і методи розрахунку напруженого стану та міцності твердих деформівних тіл з концентраторами напружень» | Николишин Мирон Михайлович                | доктор фізико-математичних наук, завідувач відділу Інституту прикладних проблем механіки і математики імені Я. С. Підстригача НАН України                                   |
| за цикл наукових праць «Теорія і методи розрахунку напруженого стану та міцності твердих деформівних тіл з концентраторами напружень» | Скальський Валентин Романович             | доктор технічних наук, завідувач відділу Фізико-механічного інституту імені Г. В. Карпенка НАН України                                                                      |
| за цикл наукових праць «Теорія і методи розрахунку напруженого стану та міцності твердих деформівних тіл з концентраторами напружень» | Ориняк Ігор Володимирович                 | доктор технічних наук, завідувач відділу Інституту проблем міцності імені Г. С. Писаренка НАН України                                                                       |
| за цикл наукових праць «Теорія і методи розрахунку напруженого стану та міцності твердих деформівних тіл з концентраторами напружень» | Ясній Петро Володимирович                 | доктор технічних наук, ректор Тернопільського національного технічного університету імені Івана Пулюя                                                                       |
| за цикл наукових праць «Теорія і методи розрахунку напруженого стану та міцності твердих деформівних тіл з концентраторами напружень» | Сулима Георгій Теодорович                 | доктор фізико-математичних наук, завідувач кафедри Львівського національного університету імені Івана Франка                                                                |
| за цикл наукових праць «Теорія і методи розрахунку напруженого стану та міцності твердих деформівних тіл з концентраторами напружень» | Осадчук Василь Антонович (посмертно)      | доктор фізико-математичних наук |
| за розробку та створення національної колекції морських навігаційних карт і Океанографічного атласу Чорного та Азовського морів | Коновалов Сергій Карпович                 | член-кореспондент Національної академії наук України, завідувач відділу Морського гідрофізичного інституту НАН України                                                      |
| за розробку та створення національної колекції морських навігаційних карт і Океанографічного атласу Чорного та Азовського морів | Белокопитов Володимир Миколайович         | кандидат географічних наук, старший науковий співробітник Морського гідрофізичного інституту НАН України                                                                    |
| за розробку та створення національної колекції морських навігаційних карт і Океанографічного атласу Чорного та Азовського морів | Годін Євген Олександрович                 | науковий співробітник Морського гідрофізичного інституту НАН України |
| за розробку та створення національної колекції морських навігаційних карт і Океанографічного атласу Чорного та Азовського морів | Болтачов Олександр Романович              | кандидат біологічних наук, заступник директора Інституту біології південних морів імені О. О. Ковалевського НАН України                                                     |
| за розробку та створення національної колекції морських навігаційних карт і Океанографічного атласу Чорного та Азовського морів | Ільїн Юрій Павлович                       | кандидат фізико-математичних наук, директор Морського відділення Українського науково-дослідного гідрометеорологічного інституту                                            |
| за розробку та створення національної колекції морських навігаційних карт і Океанографічного атласу Чорного та Азовського морів | Симоненко Сергій Валентинович             | кандидат технічних наук, начальник державної установи «Держгідрографія» |
| за розробку та створення національної колекції морських навігаційних карт і Океанографічного атласу Чорного та Азовського морів | Голодов Микола Феодосійович               | кандидат технічних наук, заступник начальника державної установи «Держгідрографія»                                                                                          |
| за розробку та створення національної колекції морських навігаційних карт і Океанографічного атласу Чорного та Азовського морів | Падакін Дмитро Юрійович                   | кандидат технічних наук, заступник начальника державної установи «Держгідрографія»                                                                                          |
| за розробку та створення національної колекції морських навігаційних карт і Океанографічного атласу Чорного та Азовського морів | Борис Олександр Миколайович               | начальник філії державної установи «Держгідрографія» |
| за розробку та створення національної колекції морських навігаційних карт і Океанографічного атласу Чорного та Азовського морів | Марченко Олег Григорович                  | начальник відділу філії державної установи «Держгідрографія» |
| за роботу «Мікроелектронні датчики нового покоління для інтелектуальних систем» | Лепіх Ярослав Ілліч                       | доктор фізико-математичних наук, директор центру Одеського національного університету імені І. І. Мечникова                                                                 |
| за роботу «Мікроелектронні датчики нового покоління для інтелектуальних систем» | Романов Володимир Олександрович           | доктор технічних наук, завідувач відділу Інституту кібернетики імені В. М. Глушкова НАН України                                                                             |
| за роботу «Мікроелектронні датчики нового покоління для інтелектуальних систем» | Дзядевич Сергій Вікторович                | доктор біологічних наук, головний науковий співробітник Інституту молекулярної біології і генетики НАН України                                                              |
| за роботу «Мікроелектронні датчики нового покоління для інтелектуальних систем» | Євтух Анатолій Антонович                  | доктор фізико-математичних наук, провідний науковий співробітник Інституту фізики напівпровідників імені В. Є. Лашкарьова НАН України                                       |
| за роботу «Мікроелектронні датчики нового покоління для інтелектуальних систем» | Мельник Володимир Григорович              | кандидат технічних наук, провідний науковий співробітник Інституту електродинаміки НАН України                                                                              |
| за роботу «Мікроелектронні датчики нового покоління для інтелектуальних систем» | Лєнков Сергій Васильович                  | доктор технічних наук, начальник центру військового інституту Київського національного університету імені Тараса Шевченка                                                   |
| за роботу «Мікроелектронні датчики нового покоління для інтелектуальних систем» | Гордієнко Юрій Омелянович                 | доктор фізико-математичних наук, завідувач кафедри Харківського національного університету радіоелектроніки                                                                 |
| за роботу «Мікроелектронні датчики нового покоління для інтелектуальних систем» | Дружинін Анатолій Олександрович           | доктор технічних наук, завідувач кафедри Національного університету «Львівська політехніка»                                                                                 |
| за роботу «Мікроелектронні датчики нового покоління для інтелектуальних систем» | Проценко В'ячеслав Олександрович          | кандидат технічних наук, голова правління відкритого акціонерного товариства «Меридіан» імені С. П. Корольова                                                               |
| за цикл наукових праць «Квантові ефекти і структурна самоорганізація у нових багатофункціональних наноматеріалах» | Булавін Леонід Анатолійович               | академік Національної академії наук України, завідувач кафедри Київського національного університету імені Тараса Шевченка                                                  |
| за цикл наукових праць «Квантові ефекти і структурна самоорганізація у нових багатофункціональних наноматеріалах» | Уваров Віктор Миколайович                 | член-кореспондент Національної академії наук України, заступник директора Інституту металофізики імені Г. В. Курдюмова НАН України                                          |
| за цикл наукових праць «Квантові ефекти і структурна самоорганізація у нових багатофункціональних наноматеріалах» | Антонов Віктор Миколайович                | член-кореспондент Національної академії наук України, завідувач відділу Інституту металофізики імені Г. В. Курдюмова НАН України                                            |
| за цикл наукових праць «Квантові ефекти і структурна самоорганізація у нових багатофункціональних наноматеріалах» | Стржемечний Михайло Олексійович           | член-кореспондент Національної академії наук України, завідувач відділу Фізико-технічного інституту низьких температур імені Б. І. Вєркіна НАН України                      |
| за цикл наукових праць «Квантові ефекти і структурна самоорганізація у нових багатофункціональних наноматеріалах» | Карачевцев Віктор Олексійович             | доктор фізико-математичних наук, завідувач відділу Фізико-технічного інституту низьких температур імені Б. І. Вєркіна НАН України                                           |
| за цикл наукових праць «Квантові ефекти і структурна самоорганізація у нових багатофункціональних наноматеріалах» | Прохватілов Анатолій Іванович             | доктор фізико-математичних наук, провідний науковий співробітник Фізико-технічного інституту низьких температур імені Б. І. Вєркіна НАН України                             |
| за цикл наукових праць «Квантові ефекти і структурна самоорганізація у нових багатофункціональних наноматеріалах» | Долбин Олександр Вітольдович              | кандидат технічних наук, старший науковий співробітник Фізико-технічного інституту низьких температур імені Б. І. Вєркіна НАН України                                       |
| за цикл наукових праць «Квантові ефекти і структурна самоорганізація у нових багатофункціональних наноматеріалах» | Лубенець Серж Вікторович                  | кандидат фізико-математичних наук, старший науковий співробітник Фізико-технічного інституту низьких температур імені Б. І. Вєркіна НАН України                             |
| за цикл наукових праць «Квантові ефекти і структурна самоорганізація у нових багатофункціональних наноматеріалах» | Лебовка Микола Івановича                  | доктор фізико-математичних наук, завідувач відділу Інституту біоколоїдної хімії імені Ф. Д. Овчаренка НАН України                                                           |
| за цикл наукових праць «Квантові ефекти і структурна самоорганізація у нових багатофункціональних наноматеріалах» | Шарапов Сергій Геннадійович               | доктор фізико-математичних наук, завідувач лабораторії Інституту теоретичної фізики імені М. М. Боголюбова НАН України                                                      |
| за комплекс підручників «Енергетика. Довкілля. Енергозбереження» у семи книгах: - Теплоенергетичні установки та екологічні аспекти виробництва енергії. — К.: ІВЦ "Видавництво «Політехніка», 2003. — 232 с.; - Невичерпна енергія: Кн. 1. Вітроелектрогенератори. — X.: НАУ «ХАІ», Севастополь: СНТУ, 2003. — 400 с; - Невичерпна енергія: Кн. 2. Вітроенергетика. — X.: НАУ «ХАІ», Севастополь: СНТУ, 2004. −519 с.; - Невичерпна енергія: Кн. 3. Альтернативна енергетика. — X.: НАУ «ХАІ», Севастополь: СНТУ, 2006. —643 с.; - Невичерпна енергія: Кн. 4. Вітроводнева енергетика. — X.: НАУ «ХАІ», Севастополь: СНТУ, 2007. — 606 с.; - Енергія. Екологія. Майбутнє. — X.: «Прапор», 2003. — 464 с.; - Основи теплофізики будівель та енергозбереження. — X.: «Видавництво САГА», 2006. — 484 с. | Варламов Геннадій Борисович               | доктор технічних наук, проректор Національного технічного університету України «Київський політехнічний інститут»                                                           |
| за комплекс підручників «Енергетика. Довкілля. Енергозбереження» у семи книгах: - Теплоенергетичні установки та екологічні аспекти виробництва енергії. — К.: ІВЦ "Видавництво «Політехніка», 2003. — 232 с.; - Невичерпна енергія: Кн. 1. Вітроелектрогенератори. — X.: НАУ «ХАІ», Севастополь: СНТУ, 2003. — 400 с; - Невичерпна енергія: Кн. 2. Вітроенергетика. — X.: НАУ «ХАІ», Севастополь: СНТУ, 2004. −519 с.; - Невичерпна енергія: Кн. 3. Альтернативна енергетика. — X.: НАУ «ХАІ», Севастополь: СНТУ, 2006. —643 с.; - Невичерпна енергія: Кн. 4. Вітроводнева енергетика. — X.: НАУ «ХАІ», Севастополь: СНТУ, 2007. — 606 с.; - Енергія. Екологія. Майбутнє. — X.: «Прапор», 2003. — 464 с.; - Основи теплофізики будівель та енергозбереження. — X.: «Видавництво САГА», 2006. — 484 с. | Яковлєв Олександр Іванович                | доктор технічних наук, професор Національного аерокосмічного університету імені М. Є. Жуковського «Харківський авіаційний інститут»                                         |
| за комплекс підручників «Енергетика. Довкілля. Енергозбереження» у семи книгах: - Теплоенергетичні установки та екологічні аспекти виробництва енергії. — К.: ІВЦ "Видавництво «Політехніка», 2003. — 232 с.; - Невичерпна енергія: Кн. 1. Вітроелектрогенератори. — X.: НАУ «ХАІ», Севастополь: СНТУ, 2003. — 400 с; - Невичерпна енергія: Кн. 2. Вітроенергетика. — X.: НАУ «ХАІ», Севастополь: СНТУ, 2004. −519 с.; - Невичерпна енергія: Кн. 3. Альтернативна енергетика. — X.: НАУ «ХАІ», Севастополь: СНТУ, 2006. —643 с.; - Невичерпна енергія: Кн. 4. Вітроводнева енергетика. — X.: НАУ «ХАІ», Севастополь: СНТУ, 2007. — 606 с.; - Енергія. Екологія. Майбутнє. — X.: «Прапор», 2003. — 464 с.; - Основи теплофізики будівель та енергозбереження. — X.: «Видавництво САГА», 2006. — 484 с. | Маляренко Віталій Андрійович              | доктор технічних наук, завідувач кафедри Харківської національної академії міського господарства                                                                            |
| за комплекс підручників «Енергетика. Довкілля. Енергозбереження» у семи книгах: - Теплоенергетичні установки та екологічні аспекти виробництва енергії. — К.: ІВЦ "Видавництво «Політехніка», 2003. — 232 с.; - Невичерпна енергія: Кн. 1. Вітроелектрогенератори. — X.: НАУ «ХАІ», Севастополь: СНТУ, 2003. — 400 с; - Невичерпна енергія: Кн. 2. Вітроенергетика. — X.: НАУ «ХАІ», Севастополь: СНТУ, 2004. −519 с.; - Невичерпна енергія: Кн. 3. Альтернативна енергетика. — X.: НАУ «ХАІ», Севастополь: СНТУ, 2006. —643 с.; - Невичерпна енергія: Кн. 4. Вітроводнева енергетика. — X.: НАУ «ХАІ», Севастополь: СНТУ, 2007. — 606 с.; - Енергія. Екологія. Майбутнє. — X.: «Прапор», 2003. — 464 с.; - Основи теплофізики будівель та енергозбереження. — X.: «Видавництво САГА», 2006. — 484 с. | Каніло Павло Макарович                    | доктор технічних наук, професор Харківського національного автомобільно-дорожнього університету                                                                             |
| за комплекс підручників «Енергетика. Довкілля. Енергозбереження» у семи книгах: - Теплоенергетичні установки та екологічні аспекти виробництва енергії. — К.: ІВЦ "Видавництво «Політехніка», 2003. — 232 с.; - Невичерпна енергія: Кн. 1. Вітроелектрогенератори. — X.: НАУ «ХАІ», Севастополь: СНТУ, 2003. — 400 с; - Невичерпна енергія: Кн. 2. Вітроенергетика. — X.: НАУ «ХАІ», Севастополь: СНТУ, 2004. −519 с.; - Невичерпна енергія: Кн. 3. Альтернативна енергетика. — X.: НАУ «ХАІ», Севастополь: СНТУ, 2006. —643 с.; - Невичерпна енергія: Кн. 4. Вітроводнева енергетика. — X.: НАУ «ХАІ», Севастополь: СНТУ, 2007. — 606 с.; - Енергія. Екологія. Майбутнє. — X.: «Прапор», 2003. — 464 с.; - Основи теплофізики будівель та енергозбереження. — X.: «Видавництво САГА», 2006. — 484 с. | Олєйников Олександр Михайлович            | доктор технічних наук, завідувач кафедри Севастопольського національного технічного університету                                                                            |
| за комплекс підручників «Енергетика. Довкілля. Енергозбереження» у семи книгах: - Теплоенергетичні установки та екологічні аспекти виробництва енергії. — К.: ІВЦ "Видавництво «Політехніка», 2003. — 232 с.; - Невичерпна енергія: Кн. 1. Вітроелектрогенератори. — X.: НАУ «ХАІ», Севастополь: СНТУ, 2003. — 400 с; - Невичерпна енергія: Кн. 2. Вітроенергетика. — X.: НАУ «ХАІ», Севастополь: СНТУ, 2004. −519 с.; - Невичерпна енергія: Кн. 3. Альтернативна енергетика. — X.: НАУ «ХАІ», Севастополь: СНТУ, 2006. —643 с.; - Невичерпна енергія: Кн. 4. Вітроводнева енергетика. — X.: НАУ «ХАІ», Севастополь: СНТУ, 2007. — 606 с.; - Енергія. Екологія. Майбутнє. — X.: «Прапор», 2003. — 464 с.; - Основи теплофізики будівель та енергозбереження. — X.: «Видавництво САГА», 2006. — 484 с. | Кривцова Валентина Іванівна               | доктор технічних наук, професор Національного університету цивільного захисту України                                                                                       |
| за комплекс підручників «Енергетика. Довкілля. Енергозбереження» у семи книгах: - Теплоенергетичні установки та екологічні аспекти виробництва енергії. — К.: ІВЦ "Видавництво «Політехніка», 2003. — 232 с.; - Невичерпна енергія: Кн. 1. Вітроелектрогенератори. — X.: НАУ «ХАІ», Севастополь: СНТУ, 2003. — 400 с; - Невичерпна енергія: Кн. 2. Вітроенергетика. — X.: НАУ «ХАІ», Севастополь: СНТУ, 2004. −519 с.; - Невичерпна енергія: Кн. 3. Альтернативна енергетика. — X.: НАУ «ХАІ», Севастополь: СНТУ, 2006. —643 с.; - Невичерпна енергія: Кн. 4. Вітроводнева енергетика. — X.: НАУ «ХАІ», Севастополь: СНТУ, 2007. — 606 с.; - Енергія. Екологія. Майбутнє. — X.: «Прапор», 2003. — 464 с.; - Основи теплофізики будівель та енергозбереження. — X.: «Видавництво САГА», 2006. — 484 с. | Ровенський Олександр Іванович             | кандидат технічних наук, завідувач відділу Північно-Східного наукового центру                                                                                               |
| за комплекс підручників «Енергетика. Довкілля. Енергозбереження» у семи книгах: - Теплоенергетичні установки та екологічні аспекти виробництва енергії. — К.: ІВЦ "Видавництво «Політехніка», 2003. — 232 с.; - Невичерпна енергія: Кн. 1. Вітроелектрогенератори. — X.: НАУ «ХАІ», Севастополь: СНТУ, 2003. — 400 с; - Невичерпна енергія: Кн. 2. Вітроенергетика. — X.: НАУ «ХАІ», Севастополь: СНТУ, 2004. −519 с.; - Невичерпна енергія: Кн. 3. Альтернативна енергетика. — X.: НАУ «ХАІ», Севастополь: СНТУ, 2006. —643 с.; - Невичерпна енергія: Кн. 4. Вітроводнева енергетика. — X.: НАУ «ХАІ», Севастополь: СНТУ, 2007. — 606 с.; - Енергія. Екологія. Майбутнє. — X.: «Прапор», 2003. — 464 с.; - Основи теплофізики будівель та енергозбереження. — X.: «Видавництво САГА», 2006. — 484 с. | Любчик Геннадій Миколайович (посмертно)   | доктор технічних наук |
| за комплекс підручників з маркетингу у семи книгах: - Маркетинговий менеджмент. — К.: КНЕУ, 1998. — 268 с.; - Маркетинг. — Львів: Місіонер, 2000. — 640 с.; - Маркетинг. — 2-ге вид., перероб. і доп. — К.: Знання-Прес, 2004. — 645 с.; - Маркетингова товарна політика. — К.: КНЕУ, 2001. —240 с.; - Товарна інноваційна політика. — К.: КНЕУ, 2002. —266 с.; - Маркетинг. — К.: КНЕУ, 2003. −246 с.; - Промисловий маркетинг. Теорія, світовий досвід і українська практика. — К.: Знання, 2005. — 764 с. | Павленко Анатолій Федорович               | доктор економічних наук, ректор Київського національного економічного університету імені Вадима Гетьмана                                                                    |
| за комплекс підручників з маркетингу у семи книгах: - Маркетинговий менеджмент. — К.: КНЕУ, 1998. — 268 с.; - Маркетинг. — Львів: Місіонер, 2000. — 640 с.; - Маркетинг. — 2-ге вид., перероб. і доп. — К.: Знання-Прес, 2004. — 645 с.; - Маркетингова товарна політика. — К.: КНЕУ, 2001. —240 с.; - Товарна інноваційна політика. — К.: КНЕУ, 2002. —266 с.; - Маркетинг. — К.: КНЕУ, 2003. −246 с.; - Промисловий маркетинг. Теорія, світовий досвід і українська практика. — К.: Знання, 2005. — 764 с. | Старостіна Алла Олексіївна                | доктор економічних наук, завідувач кафедри Київського національного університету імені Тараса Шевченка                                                                      |
| за комплекс підручників з маркетингу у семи книгах: - Маркетинговий менеджмент. — К.: КНЕУ, 1998. — 268 с.; - Маркетинг. — Львів: Місіонер, 2000. — 640 с.; - Маркетинг. — 2-ге вид., перероб. і доп. — К.: Знання-Прес, 2004. — 645 с.; - Маркетингова товарна політика. — К.: КНЕУ, 2001. —240 с.; - Товарна інноваційна політика. — К.: КНЕУ, 2002. —266 с.; - Маркетинг. — К.: КНЕУ, 2003. −246 с.; - Промисловий маркетинг. Теорія, світовий досвід і українська практика. — К.: Знання, 2005. — 764 с. | Балабанова Людмила Веніамінівна           | доктор економічних наук, завідувач кафедри Донецького національного університету економіки і торгівлі імені Михайла Туган-Барановського                                     |
| за комплекс підручників з маркетингу у семи книгах: - Маркетинговий менеджмент. — К.: КНЕУ, 1998. — 268 с.; - Маркетинг. — Львів: Місіонер, 2000. — 640 с.; - Маркетинг. — 2-ге вид., перероб. і доп. — К.: Знання-Прес, 2004. — 645 с.; - Маркетингова товарна політика. — К.: КНЕУ, 2001. —240 с.; - Товарна інноваційна політика. — К.: КНЕУ, 2002. —266 с.; - Маркетинг. — К.: КНЕУ, 2003. −246 с.; - Промисловий маркетинг. Теорія, світовий досвід і українська практика. — К.: Знання, 2005. — 764 с. | Скибінський Станіслав Володимирович       | кандидат економічних наук, проректор Львівської комерційної академії |
| за комплекс підручників з маркетингу у семи книгах: - Маркетинговий менеджмент. — К.: КНЕУ, 1998. — 268 с.; - Маркетинг. — Львів: Місіонер, 2000. — 640 с.; - Маркетинг. — 2-ге вид., перероб. і доп. — К.: Знання-Прес, 2004. — 645 с.; - Маркетингова товарна політика. — К.: КНЕУ, 2001. —240 с.; - Товарна інноваційна політика. — К.: КНЕУ, 2002. —266 с.; - Маркетинг. — К.: КНЕУ, 2003. −246 с.; - Промисловий маркетинг. Теорія, світовий досвід і українська практика. — К.: Знання, 2005. — 764 с. | Войчак Анатолій Володимирович (посмертно) | доктор економічних наук |
| за комплекс підручників з маркетингу у семи книгах: - Маркетинговий менеджмент. — К.: КНЕУ, 1998. — 268 с.; - Маркетинг. — Львів: Місіонер, 2000. — 640 с.; - Маркетинг. — 2-ге вид., перероб. і доп. — К.: Знання-Прес, 2004. — 645 с.; - Маркетингова товарна політика. — К.: КНЕУ, 2001. —240 с.; - Товарна інноваційна політика. — К.: КНЕУ, 2002. —266 с.; - Маркетинг. — К.: КНЕУ, 2003. −246 с.; - Промисловий маркетинг. Теорія, світовий досвід і українська практика. — К.: Знання, 2005. — 764 с. | Кардаш Віктор Якович (посмертно)          | кандидат економічних наук |